# Sven Schenström
Sven Schenström (d. 25 september 1692) var student vid Uppsala universitet från 1675 och rector cantus i Strängnäs från 1681.
Sveno Johannis Schenström skrevs in vid Uppsala universitet 24 oktober 1675 och i Östgöta nation 1 november 1676. Hans härkomst och skolgång är okända. Han angavs 1676 vara en skicklig musiker i både  vokal- och instrumentalmusik och åter 1678 nämndes han av director musices Harald Vallerius bland de sex bästa i musikensemblen som borde få stipendium. Han kvarstod som stipendiat till 1681 då han tillträdde som rector cantus i Strängnäs. Han dog 1692.